# Борнхёэ, Эдуард
Эдуард Борнхёэ [b’ornhööe] (эст. Eduard Bornhöhe), по рождению Эдуард Брунберг (эст. Eduard Brunberg, 17 февраля (5 февраля по старому календарю) 1862, имение Куллаару, близ Раквере — 17 ноября 1923, Таллин) — эстонский писатель, прозаик.

## Биография
Эдуард Борнхёэ родился в Вирумаа в имении Куллаарро (нем. Kullaarro, мыза Куллаару, эст. Kullaaru mõis), сын амбарщика. В 1872—1874 учился в Ревеле в начальной школе имени В. Кентманна и в 1874—1877 в волостной школе.
Биография Борнхёэ пестрит перечнем рабочих мест и городов, в которых он жил, работал, бывал во время своих путешествий. Чертежник у землеустроителей в Петербурге и ученик в торговой фирме там же, помощник учителя в Ковно (Каунасе) и сотрудник немецких газет в Ревеле, кистер (учитель) в Ставрополе и домашний учитель в имении Матсалу, работал органистом в церковном хоре — нигде он не задерживался надолго, видимо, любознательность и страсть к путешествиям влекли его дальше. Он побывал в Тифлисе (Тбилиси) и в Малой Азии, в Германии и Польше, совершил путешествие в Палестину, Египет, Грецию, Италию. Встречался с Львом Толстым, оставил воспоминания.
Уже вполне зрелым человеком (1888) Борнхёэ сдал экстерном экзамены за гимназию и поступил в Юрьевский университет изучать филологию, но был вынужден прервать учебу из-за материальных трудностей. И снова вереница профессий: журналист и карикатурист в Берлине, переводчик в Таллинском окружном суде, архивариус. В 1907—1917 годах был председателем Йыхвиского верховного крестьянского суда, с работой в судах оказалась связана и вся его дальнейшая деятельность. Умер в должности мирового судьи в Таллине.

## Творчество
Литературная деятельность Борнхёэ на первый взгляд существует как бы отдельно от его биографии. Писать он начал очень рано (как и его двоюродный брат, Эдуард Вильде (эст. Eduard Vilde)), первой книгой стала приключенческая повесть «Разбойник и помещик» (1878), в которой многое было позаимствовано у других авторов. Но уже следующее произведение большого объема принесло ему популярность. Выбрав темой восстания эстонских крестьян против иноземных феодалов в Юрьеву ночь в 1343 году, Борнхёэ нашел удачную параллель настроениям, царившим в Эстонии в эпоху национального пробуждения, когда писалась повесть. Романтическое превознесение патриотической борьбы, сарказм в отношении завоевателей наряду с динамичным повествованием и благородным центральным героем сделали повесть «Мститель» (эст. Tasuja, 1880) хрестоматийным произведением эстонской литературы.
К образу главного героя апеллировали писатели «Молодой Эстонии». Во время Великой Отечественной войны в СССР была построена эскадрилья самолётов, названная «Тазуя». Две следующие работы Борнхёэ также относятся к жанру исторических повестей — «Борьба Виллу» (эст. Villu võistlused, 1890) и «Князь Гавриил, или Последние дни монастыря Бригитты» (эст. Vürst Gabriel ehk Pirita kloostri viimsed päevad, 1893). Вторая, изображающая события Ливонской войны, стала особенно популярной в советское время благодаря снятому по её мотивам фильму «Последняя реликвия» (эст. Viimne reliikvia, Таллинфильм, 1969, режиссёр Григорий Кроманов).
В 1890-е годы, когда основным методом эстонской литературы становится реализм, Борнхёэ использует в своих произведениях богатейший жизненный опыт. Его рассказы о таллинской жизни, написанные в сатирической манере, составили две книги «Таллинские шуты и шутихи» (эст. Tallinna narrid ja narrikesed, 1892) и «Буки» (эст. Kollid, 1903). Воспоминания о путешествиях отразились в путевых заметках «Дорогами паломников» (эст. Usurändajate radadel, 1899). Кроме того, Борнхёэ занимался обработкой известных сюжетов мировой литературы, переводил с немецкого и русского языков.
Список произведений
- «Мститель» (Tasuja, 1880)
- «Борьба Виллу» (Villu võitlused, 1890)
- «Таллинские шуты и шутихи» (Tallinna narrid ja narrikesed, 1892)
- «Князь Гавриил, или Последние дни монастыря Бригитты» (Vürst Gabriel ehk Pirita kloostri viimsed päevad, 1893)
- «Дорогами паломников» (Usurändajate radadel, 1899)
- «Буки» (Kollid, 1903)
- «По Волге» (1905)

## Память
В Йыхви есть парк Эдуарда Борнхёэ между зданием волостной управы и зданием суда.
В Таллине в районе Пирита есть улица названная в его честь.

## Источник
- «Кто есть Кто в культуре Эстонии», состав и подготовка текста «Авенариус», 1996 г.